# Lijst van verbindingen tussen Amsterdam en Haarlem
De verbinding Amsterdam – Haarlem behoort van oudsher tot de belangrijkste verbindingen van en naar Amsterdam. In de loop der geschiedenis kunnen we de volgende routes onderscheiden.

## Historische verbindingen
In chronologische volgorde van ontstaan:
- Spaarndammerdijk — aangelegd in de 13e eeuw
- Heiligeweg en route via Sloten en Vijfhuizen — aangelegd na 1345, overspoeld door het Haarlemmermeer in de 16e eeuw.
- Haarlemmertrekvaart en Amsterdamsevaart — aangelegd in 1631 ten behoeve van een dienst met trekschuiten. De laatste trekschuit voer in 1883.
- Tramlijn Amsterdam - Haarlem (ESM, NZH) — geopend in 1904, opgeheven in 1957
- Haarlemmermeerspoorlijnen: Amsterdam Willemspark - Aalsmeer en Aalsmeer - Haarlem — geopend in 1912/1915, opgeheven in 1935/1950
- Buslijn 142 — geopend in 1967, opgeheven in 1986
- Buslijn 143 (via Schiphol) — geopend als lijn 15 in 1967, in 1978 vernummerd in 25 en in 1981 in 143, in 1986 opgeheven

## Hedendaags

### Wegen
- Haarlemmerweg (Rijksweg 200) — aangelegd in 1762 resp. vanaf 1921

### Trein en bus

#### Via de traditionele route langs Halfweg
- De spoorweg (Oude Lijn), de eerste Nederlandse spoorweg — geopend in 1839
- Buslijn 80 — vervanger tramverbinding sinds 1957

#### Via Haarlemmermeer naar Amsterdam-Zuid of Bijlmer ArenA
- Buslijn 300 (Haarlem - Amsterdam Bijlmer ArenA via Hoofddorp en Schiphol), sinds 1986
- Buslijn 346 (Haarlem - Amsterdam-Zuid), sinds 1986
- Buslijn 356 (Haarlem - Amsterdam Bijlmer ArenA via Badhoevedorp), sinds 1986
- Buslijn 255 (Haarlem - Amsterdam Bijlmer ArenA), spitslijn

## Fotogalerij

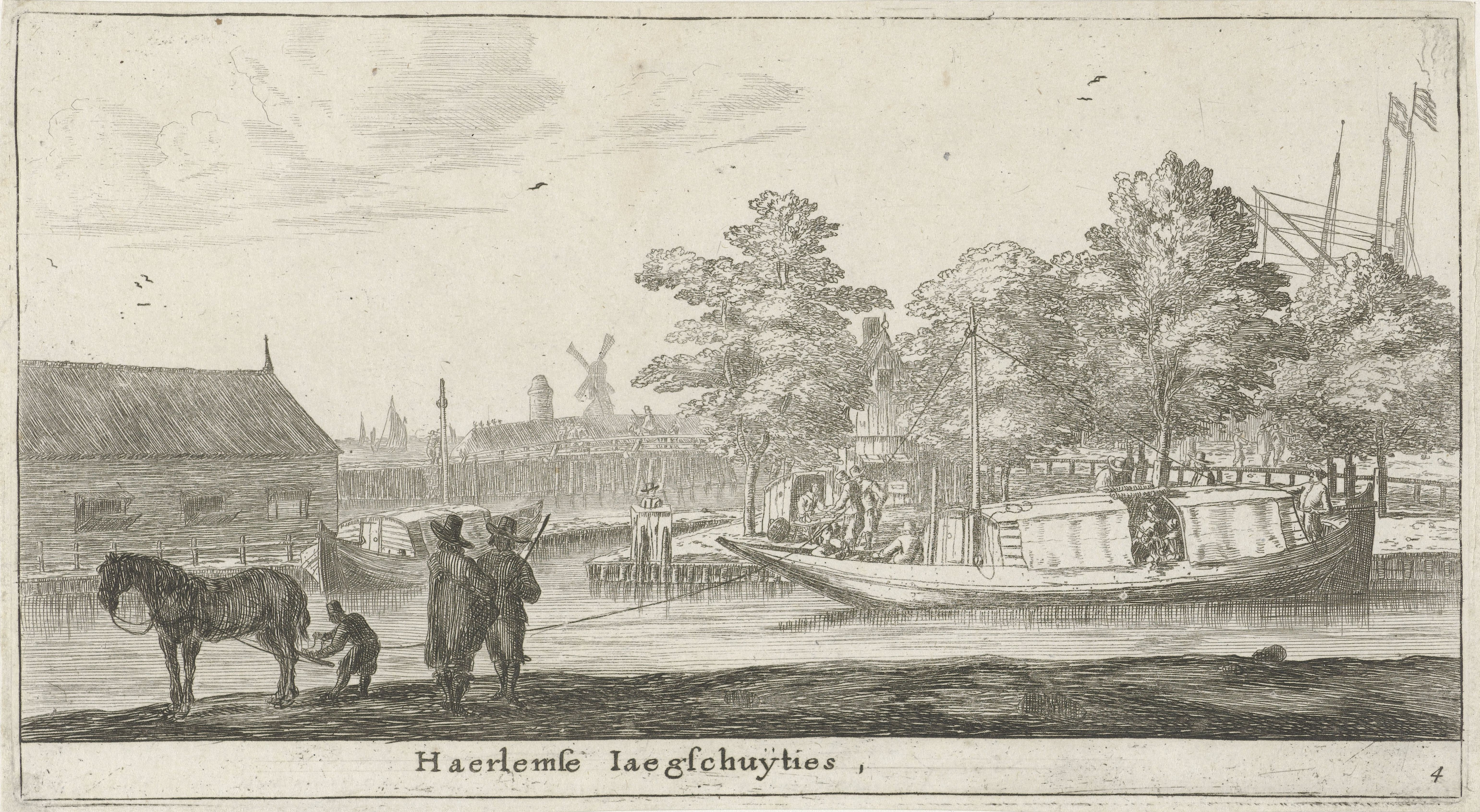
Trekschuit tussen 1652 en 1654
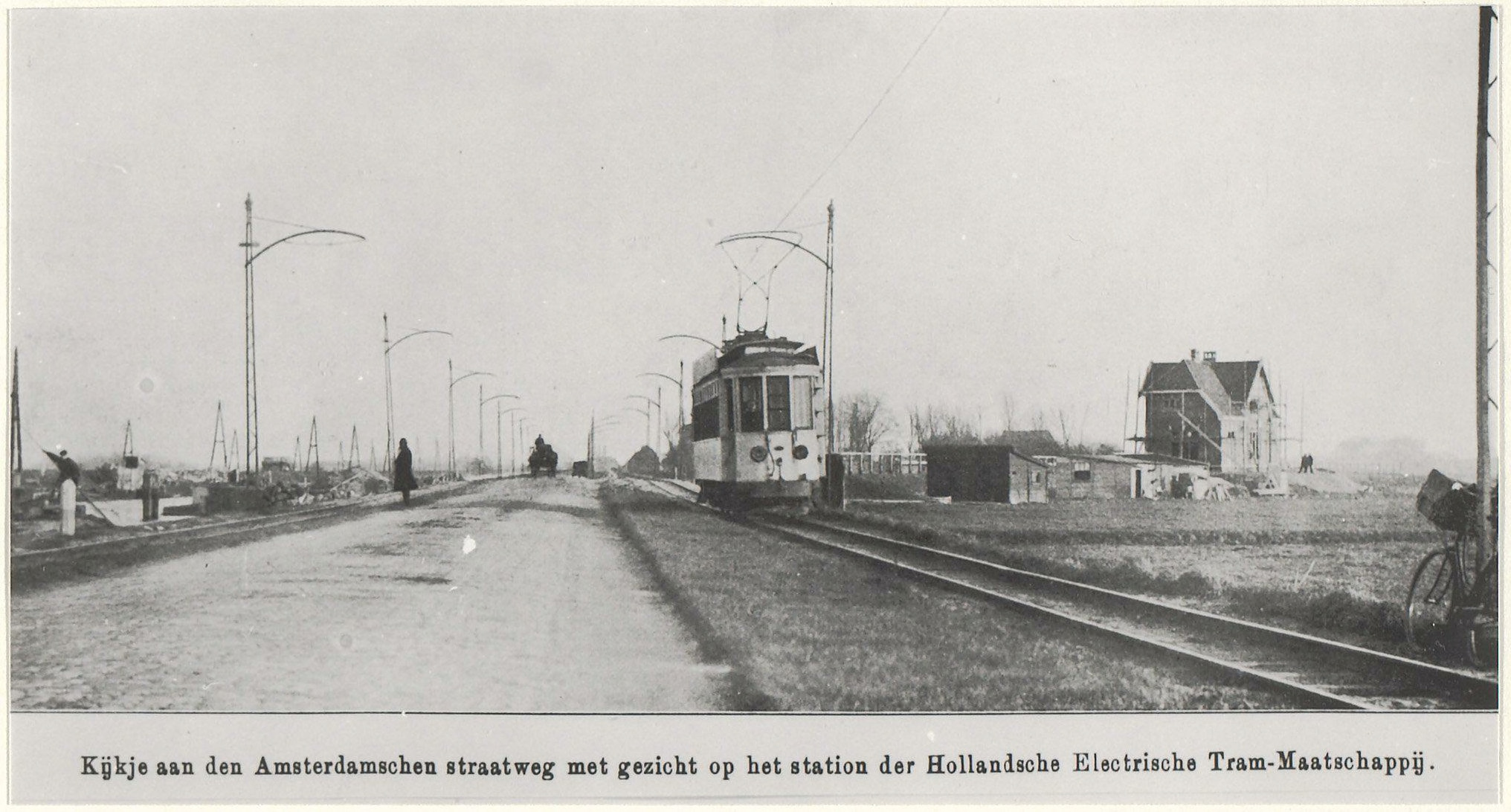
ESM kruist Haarlemmermeerspoorlijn in aanleg tussen 1910 en 1912
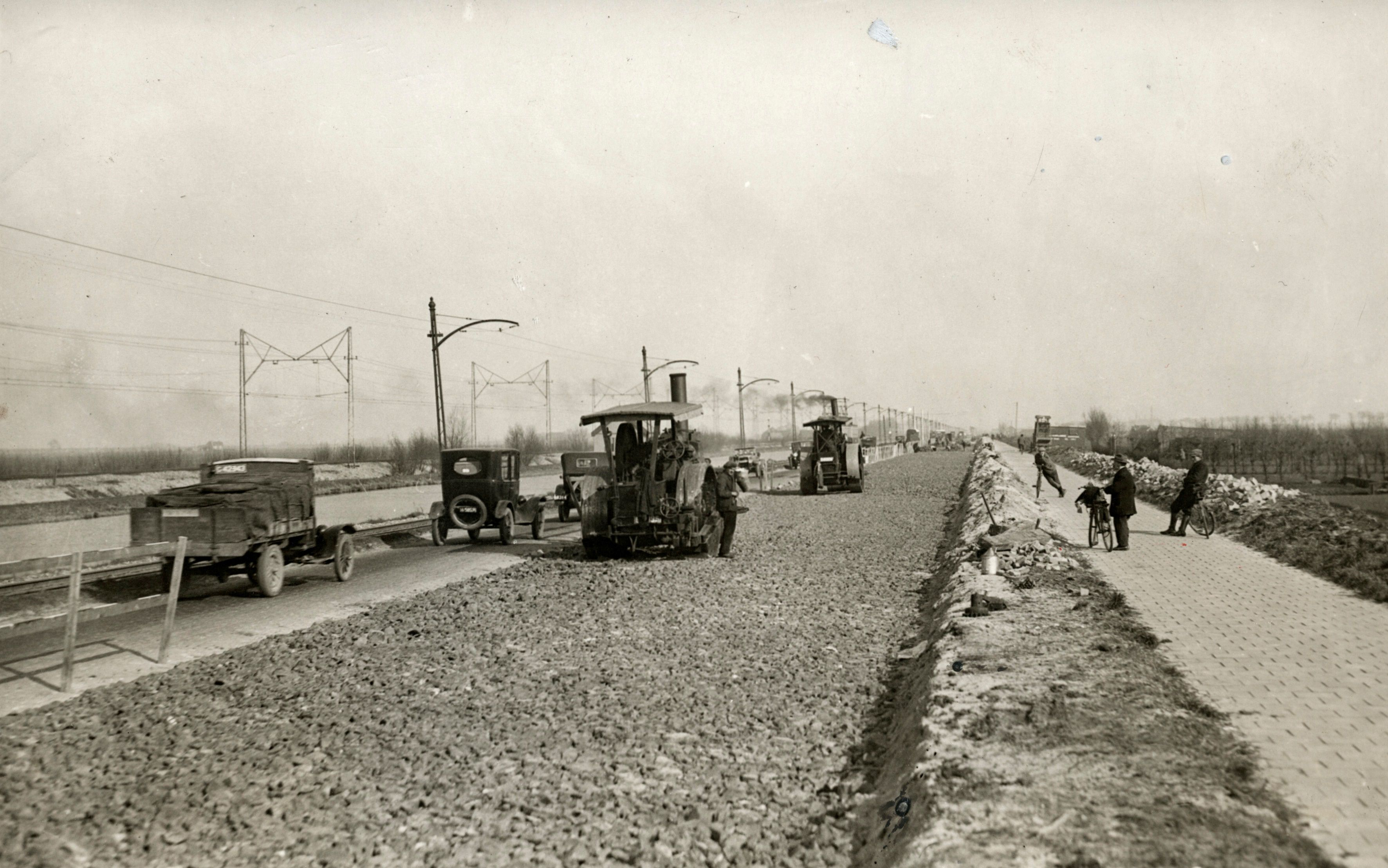
Spoorlijn en tramlijn in 1927
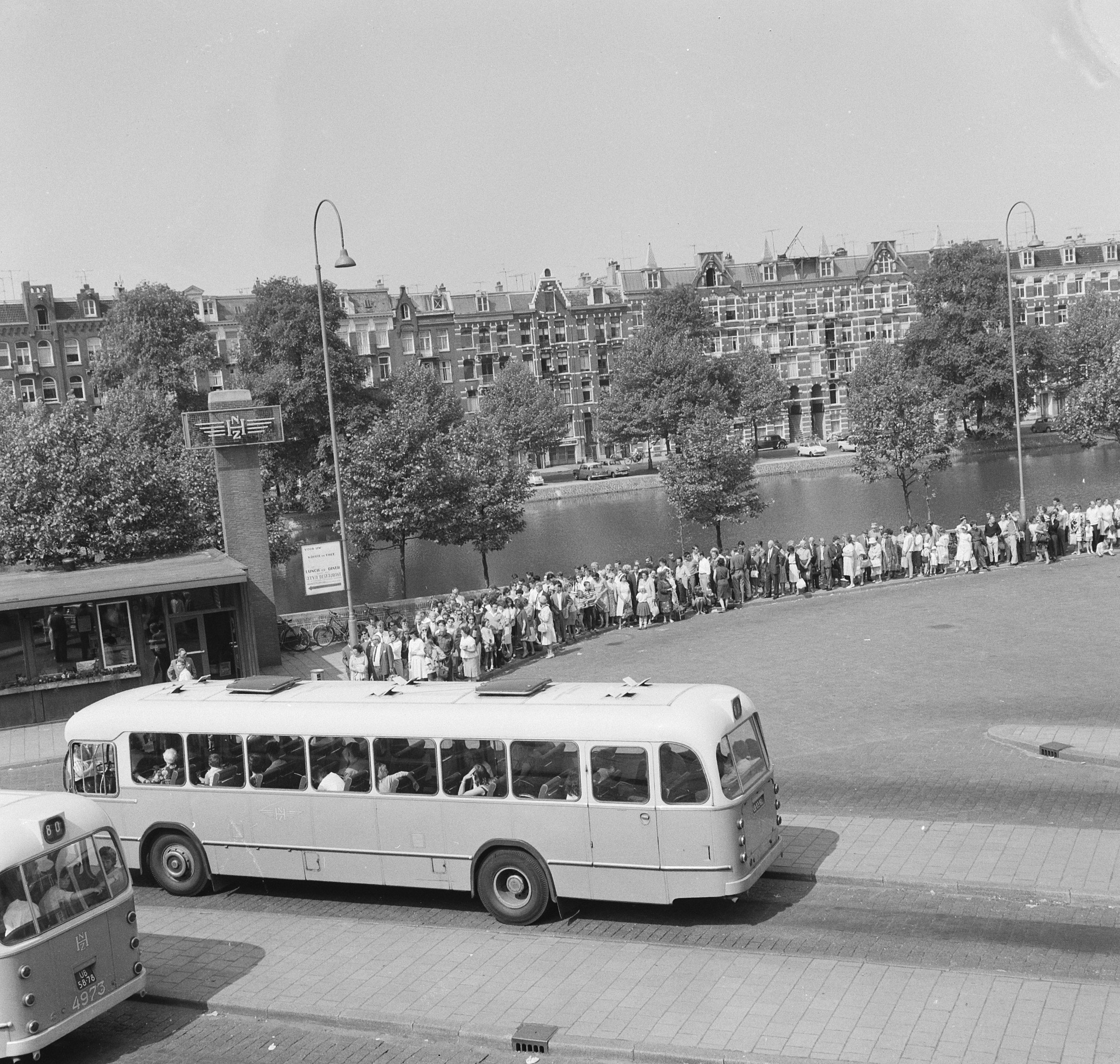
Grote zomerdrukte buslijn 80 bij het Amsterdamse beginpunt in 1964